# Vyanda
Vyanda är en kommun i Burundi. Den ligger i provinsen Bururi, i den sydvästra delen av landet, 80 kilometer söder om Burundis största stad Bujumbura.